# Gnadenthal-Gymnasium

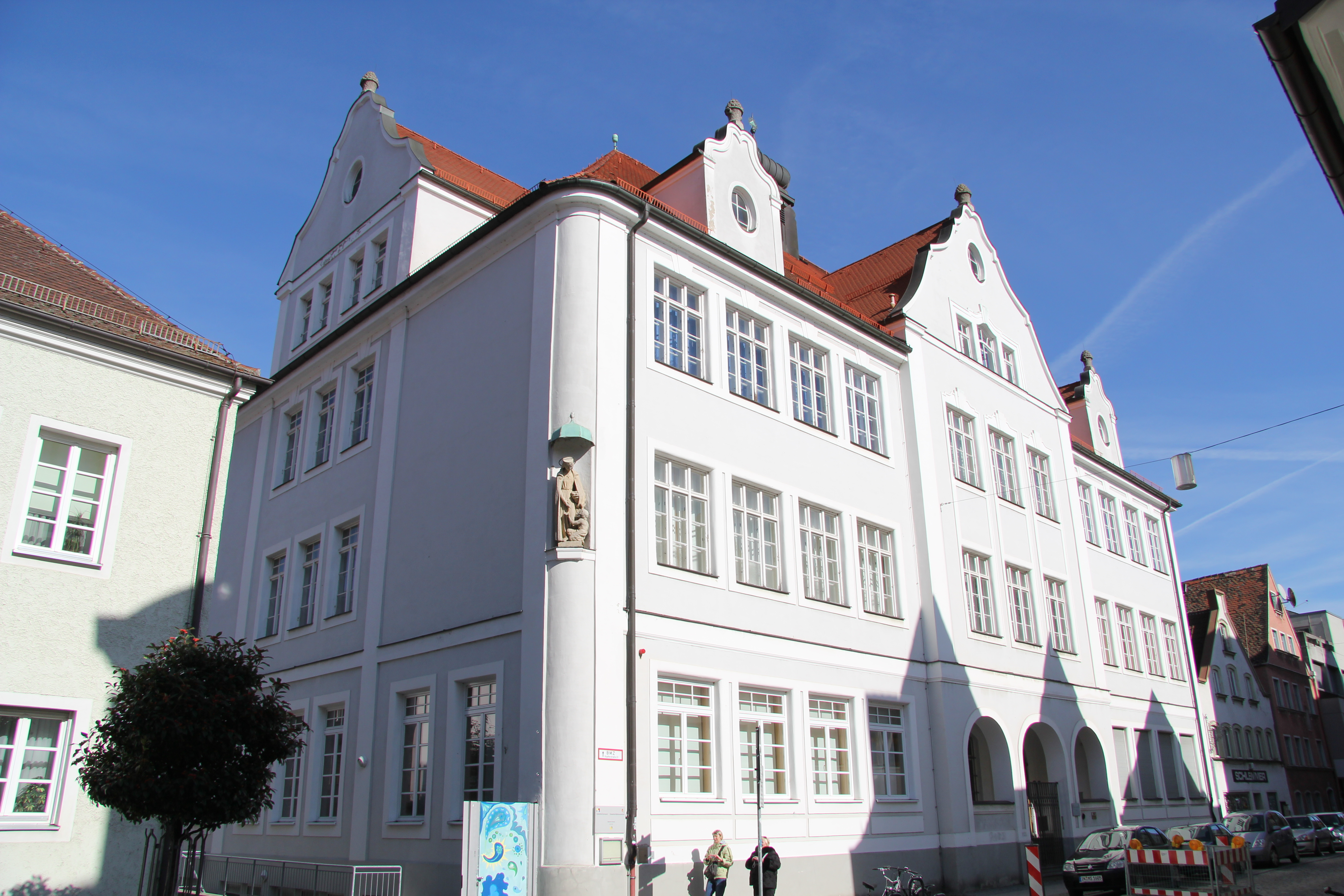
Elisabethhaus, Kupferstraße

Das Gnadenthal-Gymnasium (GG) ist ein katholisches Gymnasium in Trägerschaft der Diözese Eichstätt in Ingolstadt. Bis 2003 war das Kloster Gnadenthal Träger der Schule.

## Geschichte
1829 wurde auf Verlangen König Ludwigs I. von Bayern die erste klösterlichen Volksschule für Mädchen eröffnet. 1901 erweiterten die Klosterschwestern die Schule um eine klostereigene, private Lehrerinnenbildungsanstalt. Dieser wurde 1911 auch für weltliche katholische Lehrerinnen zugänglich. Schließlich wurde die Bildungsstätte 1937 durch das nationalsozialistische Regime geschlossen und die klösterlichen Lehrkräfte erhielten Lehrverbot. Nach dem Fall des „Dritten Reiches“ 1945 wurden die Gnadenthal-Schulen an das Kloster zurückgegeben. 1946 wurde die Lehrerinnenbildungsanstalt wiedereröffnet. 1949 erfolgte die Umwandlung der Lehrerinnenbildungsanstalt in eine „Oberschule in Kurzform“ (Eintritt nach der sechsten Volksschulklasse, nach sieben Jahren Abitur mit allgemeiner Hochschulreife). 1954 wurde die „Oberschule in Kurzform“ in „Deutsches Gymnasium“ umbenannt, und 1965 erhielt das „Deutsche Gymnasium“ den Namen „Musisches Gymnasium in Kurzform“. Außerdem wurde im Schuljahr 1965/66 der Name „Gnadenthal-Gymnasium der Franziskanerinnen Ingolstadt“ eingeführt. 1975 nahm die Schule letztmals Schülerinnen in die 7. Klasse der Kurzform (sieben Jahre) und zum ersten Mal Schülerinnen in die 5. Jahrgangsstufe der Langform (neun Jahre) des Musischen Gymnasiums auf. Schließlich nahmen die Klosterschwestern 1987 erstmals Jungen in die 5. Jahrgangsstufe des Gymnasiums auf. 2002 übernahm die Diözese Eichstätt das Gnadenthal-Gymnasium und die Gnadenthal-Mädchenrealschule. Am 23. Oktober 2004 führte das Gnadenthal-Gymnasium eine Wallfahrt nach Eichstätt anlässlich des 175-jährigen Bestehens der Gnadenthal-Schulen durch. 2015 feierte es das 50. Jubiläum der Namensgebung.

## Trägerschaft
Im Schuljahr 2002/2003 hatte das Bistum Eichstätt die Schulträgerschaft von den Franziskanerinnen übernommen. Im März 2023 kündigte die Diözese Eichstätt an, dass sie sich von der Trägerschaft ihrer kirchlichen Schulen, also auch des Gnadenthal-Gymnasiums und der Gnadenthal-Realschule trennen will. Nach gescheiterten Übernahmeverhandlungen mit dem Schulwerk der Diözese Augsburg wurde dieser Beschluss wieder zurückgenommen.

## Architektur
Das Diözesanbauamt Eichstätt unter Leitung von Diözesanbaumeister Karl Frey errichtete 2006 die Prof. Dr. Alfons Fleischmann-Halle und 2007 eine neue Eingangshalle mit Klassenzimmer und einem Studentenwohnheim an der Ecke Konviktstraße/Johannesstraße.

## Denkmal
Das 1908 errichtete Elisabethhaus (Kupferstraße 23), die heutigen Schultrakte der Mädchenrealschule (Johannesstraße 6 und 8) und das Wohnhaus aus dem Jahr 1888 (Kupferstraße 27), das Teil des Ensembles Gnadenthal-Gymnasium ist, stehen unter Denkmalschutz und sind im Denkmalatlas des Bayerischen Landesamtes für Denkmalpflege und in der Liste der Baudenkmäler in Ingolstadt eingetragen.

## Freundeskreis
Der Förderverein „Freundeskreis der Gnadenthal-Schulen“, 1976 gegründet, hat es sich zur Aufgabe gemacht, „die Ausbildung und Erziehung der Schülerinnen und Schüler der Gnadenthal-Schulen zu unterstützen und durch Spenden, Geschenke und Vermächtnisse Geldmittel zu beschaffen, die ärmeren Schülern und Schülerinnen eine Ermäßigung und den Erziehungs- und Bildungseinrichtungen der Gnadenthal-Schulen eine ständige Förderung ermöglichen“.

## Ehemalige Schüler
- Emilie Böck (1932–2002), Autorin und volkskundliche Sagenforscherin
- Andreas Mühlbauer (* 1995), deutscher Volleyballspieler

## Ehemalige Lehrer
- Alfred Schickel (1933–2015), Geschichtsrevisionist
- Rainer Brummer (1942–2021), Geistlicher